# Occupazione in ventisei quadri
Occupazione in ventisei quadri (Okupacija u 26 slika) è un film del 1978 diretto da Lordan Zafranović.